# Ixodes djaronensis
Ixodes djaronensis  (лат.) — вид кровососущих клещей рода Ixodes из семейства Ixodidae.

## Описание
Паразитируют на хищных млекопитающих, среди хозяев известны генетта (Genetta tigrina) и пушистохвостый мангуст (Bdeogale crassicauda). Вид был впервые описан в 1907 году французским зоологом Луи Жоржем Неманном (Louis Georges Neumann, 1846—1930).

## Распространение
Афротропика: Кения, Танзания.